# Leandre Ardèvol i Sardà
Leandre Ardèvol i Sardà (Reus, 1809 – 1873) fou un enginyer mecànic reusenc, fill de Jaume Ardèvol i Cabrer.

## Biografia
De petit era més aviat malaltís, i el seu pare l'envià a passar un temps a Andalusia. Tornat a Reus, el 1823, als onze anys, va seguir la sort del seu pare a l'exili i refugiar-se a Gibraltar, on va aprendre l'anglès. Van anar a França on el jove va estudiar medicina i ingressà a l'Escola de Mines. Va tornar a Barcelona el 1834 i es va establir a la ciutat comtal, on gràcies als seus coneixements de mecànica va ser sotsdirector de la Fàbrica Bonaplata i, quan aquesta va ser cremada, treballà com a directiu a la foneria de Valentí Esparó. Va participar activament en el muntatge i funcionament de la primera màquina de vapor que hi va haver a l'estat espanyol. Quan es van fusionar "Valentín Esparó y Consocios" amb "Tous, Ascacíbar i Compañía", va sorgir la famosa empresa la Maquinista Terrestre y Marítima, i en va ser un dels tres directors. Va ser membre de la Societat Econòmica d'Amics del País i de la Reial Acadèmia de Ciències i Arts de Barcelona. Va escriure diversos articles sobre mecànica.